# Liste des épisodes de Flashforward
Cet article présente les vingt-deux épisodes de la série télévisée américaine Flashforward.

## Distribution

### Acteurs principaux
- Joseph Fiennes (V. F. : Bruno Choël) : agent spécial Mark Benford
- John Cho (V. F. : Jérémy Prévost) : agent spécial Demetri Noh
- Sonya Walger (V. F. : Stéphanie Lafforgue) : Dr Olivia Benford
- Jack Davenport (V. F. : Tony Joudrier) : Pr Lloyd Simcoe
- Zachary Knighton (V. F. : Raphaël Cohen) : Dr Bryce Varley
- Courtney B. Vance (V. F. : Bruno Dubernat) : directeur adjoint Stanford Wedeck
- Peyton List (V. F. : Olivia Luccioni) : Nicole Kirby
- Christine Woods (V. F. : Julie Dumas) : agent spécial Janis Hawk
- Brían F. O'Byrne (V. F. : Nicolas Marié) : Aaron Stark
- Dominic Monaghan (V. F. : Vincent Ropion) : Pr Simon Campos

### Acteurs récurrents
- Barry Shabaka Henley (V. F. : Saïd Amadis) : agent Vreede
- Lee Thompson Young (V. F. : Ludovic Baugin) : Al Gough
- Genevieve Cortese (V. F. : Marie-Eugénie Maréchal) : Tracy Stark
- Lennon Wynn (V. F. : Manon Corbeille) : Charlie Benford
- Ryan Wynott (en) (V. F. : Titouan Guillemot) : Dylan Simcoe
- Cynthia Addai-Robinson (V. F. : Cécile Sportès) : Debbie
- Rachel Roberts (V. F. : Christine Bellier) : Alda Hertzog
- Shohreh Aghdashloo (V. F. : Zaïra Benbadis) : Nhadra Udaya
- Amy Rosoff (V. F. : Marie Diot) : Marcie Turoff
- Gabrielle Union (V. F. : Mbembo) : Zoey Andata
- Jonathan Levit (en) (V. F. : Yann Guillemot) : Martin Dewey
- Michael Massee (V. F. : Vincent Violette) : Dyson Frost
- Michael Ealy (V. F. : Daniel Lobé) : Marshall Vogel
- Alex Kingston (V. F. : Catherine Privat) : agent du MI6 Fiona Banks
- Neil Jackson (V. F. : Stéphane Fourreau) : Lucas Hellinger
- Annabeth Gish (V. F. : Marjorie Frantz) : Lita
- Yūko Takeuchi (V. F. : Sandra Valentin) : Keiko Arahida
- James Callis (V. F. : Julien Sibre) : Gabriel McDow

## Épisodes

### Épisode 1:Black-Out
- États-Unis : 24 septembre 2009 sur ABC
- Belgique : 
  - 4 octobre 2009 en VOSTFR sur BeTV
  - 19 septembre 2010 sur RTL TVI[1]
- France : 
  - 1er juillet 2010 sur Canal+
  - 11 mai 2011 sur TF1
- Suisse : 25 août 2010 sur TSR1[2]
- Québec : 22 novembre 2010 sur Ztélé

- États-Unis : 12,47 millions de téléspectateurs[3] (première diffusion) (première diffusion)
- France : 600 000 téléspectateurs[4] (première diffusion sur Canal+)
- France : 2,4 millions de téléspectateurs[5] (première diffusion sur TF1)

- Alex Kingston (Fiona Banks)
- Barry Shabaka Henley (Agent Vreede)
- Lee Thompson Young (Agent Al Gough)
- Rachel Roberts (II) (Alda Hertzog)
- Genevieve Cortese (Tracy Stark)
- Lennon Wynn (Charlie Benford)
- Daniel Zacapa (Hector)

- Il y a plusieurs clins d'œils à la série Lost : Les Disparus dans cet épisode. Une affiche sur un bus est une publicité pour la compagnie Oceanic Airlines.

### Épisode 2:Les Premières Pièces
- États-Unis : 1er octobre 2009 sur ABC
- Belgique : 
  - 11 octobre 2009 en VOSTFR sur BeTV
  - 19 septembre 2010 sur RTL TVI[1]
- France : 
  - 1er juillet 2010 sur Canal+
  - 11 mai 2011 sur TF1
- Suisse : 1er septembre 2010 sur TSR1[6]

- États-Unis : 10,73 millions de téléspectateurs[7] (première diffusion)
- France : 700 000 téléspectateurs[4] (première diffusion sur Canal+)
- France : 1,7 million de téléspectateurs[5] (première diffusion sur TF1)

- Shohreh Aghdashloo (Nhadra Udaya)
- Lee Thompson Young (Agent Al Gough)
- Lynn Whitfield (Anastasia Markham)
- Marina Black (Shérif Keegan)
- Michael Massee (D. Gibbons)
- Alan Ruck (Tomasi)
- Lisa Darr (Principal Byrne)
- Stephnie Weir (Didi Gibbons)
- Lennon Wynn (Charlie Benford)
- Ryan Wynott (Dylan Simcoe)
- Sufe Bradshaw (Mme Gerber)

### Épisode 3:137 secondes
- États-Unis : 8 octobre 2009 sur ABC
- Belgique : 
  - 18 octobre 2009 en VOSTFR sur BeTV
  - 22 septembre 2010 sur RTL TVI[1]
- France : 
  - 8 juillet 2010 sur Canal+
  - 18 mai 2011 sur TF1
- Suisse : 8 septembre 2010 sur TSR1[6]

- États-Unis : 9 millions de téléspectateurs[8] (première diffusion)
- France : 2,1 millions de téléspectateurs[9] (première diffusion sur TF1)

- Shohreh Aghdashloo (Nhadra Udaya)
- Kim Dickens (VF : Barbara Tissier) (Katie)
- Thomas Kretschmann (VF : Patrick Borg) (Stefan Krieger)
- Lee Thompson Young (Agent Al Gough)
- Barry Shabaka Henley (Agent Vreede)
- Curt Lowens (VF : Marc Cassot) (Rudolf Geyer)
- Gina Torres (VF : Odile Schmitt) (Felicia Wedeck)
- Jeff Richards (Jerome Murphy)
- Gabrielle Union (Zoey Andata)
- Genevieve Cortese (Tracy Stark)
- Michael Merton (John Spears)
- Ray Proscia (Helmut Baecker)
- Amy Rosoff (Marcie Turoff)
- Alan Ruck (Tomasi)
- Lennon Wynn (Charlie Benford)

- Dans cet épisode, on apprend qu'en 1991 il y a eu un black-out dans un petit village de la Somalie.

### Épisode 4:Le Cygne noir
- États-Unis : 15 octobre 2009 sur ABC
- Belgique : 
  - 25 octobre 2009 en VOSTFR sur BeTV
  - 22 septembre 2010 sur RTL TVI[1]
- France : 
  - 8 juillet 2010 sur Canal+
  - 18 mai 2011 sur TF1
- Suisse : 15 septembre 2010 sur TSR1[6]

- États-Unis : 9,07 millions de téléspectateurs[10] (première diffusion)
- France : 1,3 million de téléspectateurs[9]

- Keir O'Donnell (Ned)
- Rachel Roberts (II) (Alda Hertzog)
- Lee Thompson Young (Agent Al Gough)
- Barry Shabaka Henley (Agent Vreede)
- Rizwan Manji (Maneesh Sandhar)
- Arjay Smith (Louis)
- Sean O'Bryan (Père Seabury)
- Gabrielle Union (Zoey Andata)
- Lennon Wynn (Charlie Benford)
- Cynthia Addai-Robinson (Debbie)
- Justin Dray (Meade)
- Ryan Wynott (Dylan Simcoe)

### Épisode 5:Meilleurs Ennemis
- États-Unis : 22 octobre 2009 sur ABC
- Belgique : 1er novembre 2009 en VOSTFR sur BeTV
- France : 
  - 15 juillet 2010 sur Canal+
  - 25 mai 2011 sur TF1
- Suisse : 22 septembre 2010 sur TSR1[6]

- États-Unis : 9,82 millions de téléspectateurs[11] (première diffusion)

- Peter Coyote (Dave Segovia)
- Talia Balsam (Anita Ralston)
- Lee Thompson Young (Agent Al Gough)
- Barry Shabaka Henley (Agent Vreede)
- Navi Rawat (Maya)
- Barbara Williams (Sénateur Joyce Clemente)
- Glynn Turman (Sénateur Noland)
- Michael O'Neill (Directeur Keller)
- Michael Cavanaugh (Warren Moore)
- Frank John Hughes (Acteur)
- Mel Rodriguez (Oscar Obregon)
- Omid Abtahi (Acteur)
- Mieko Hillman (Renee Garrigos)
- Christopher Mack (II) (le fils de Renee)

### Épisode 6:La Main bleue
- États-Unis : 29 octobre 2009 sur ABC
- Belgique : 8 novembre 2009 en VOSTFR sur BeTV
- France : 
  - 15 juillet 2010 sur Canal+
  - 25 mai 2011 sur TF1
- Suisse : 29 septembre 2010 sur TSR1[12]

- États-Unis : 8,92 millions de téléspectateurs[13] (première diffusion)

- Lee Thompson Young (Agent Al Gough)
- Ashley Jones (Camille)
- Ryan Wynott (Dylan Simcoe)
- Amy Rosoff (Marcie Turoff)
- Cynthia Addai-Robinson (Debbie)
- Jonathan Levit (Dewey)
- Lennon Wynn (Charlie Benford)
- James DiStefano (Ernesto)

### Épisode 7:Changer les règles
- États-Unis : 5 novembre 2009 sur ABC
- Belgique : 15 novembre 2009 en VOSTFR sur BeTV
- France : 
  - 22 juillet 2010 sur Canal+
  - 25 mai 2011 sur TF1
- Suisse : 6 octobre 2010 sur TSR1[14]

- États-Unis : 8,57 millions de téléspectateurs[15] (première diffusion)

- Lee Thompson Young (Agent Al Gough)
- Genevieve Cortese (Tracy Stark)
- Mark Famiglietti (Mike Willingham)
- Callum Keith Rennie (Jeff Slingerland)
- Alex Kingston (Fiona Banks)
- Gabrielle Union (Zoey Andata)
- Cynthia Addai-Robinson (Debbie)
- Clint Culp (Jack Barrow)
- Gigi De Leon (Nadine)
- Jonathan Levit (Martin Dewey)
- Myron Natwick (Romanchak)
- Lennon Wynn (Charlie Benford)
- Ryan Wynott (Dylan Simcoe)
- Kiyoko Yamaguchi (Suki)

### Épisode 8:Dernière Carte
- États-Unis : 12 novembre 2009 sur ABC
- Belgique : 22 novembre 2009 en VOSTFR sur BeTV
- France : 
  - 22 juillet 2010 sur Canal+
  - 1er juin 2011 sur TF1
- Suisse : 13 octobre 2010 sur TSR1[16]

- États-Unis : 8,28 millions de téléspectateurs[17] (première diffusion)

- Genevieve Cortese (Tracy Stark)
- Elizabeth Rodriguez (Ingrid Alvarez)
- Mark Famiglietti (Mike Willingham)
- Ricky Jay (Man in Warehouse)
- Julio Oscar Mechoso (Detective Rick Malchiodi)
- Dominic Rains (Kahmir DeJean)
- Ryan Wynott (Dylan Simcoe)
- Phillip Palmer (Campbell)
- Kent Shocknek (Hansen)
- Bo Kane (Dealer)
- Creagen Dow (Billy)
- Cory Blevins (Neil Parofsky)

### Épisode 9:Une raison de vivre
- États-Unis : 19 novembre 2009 sur ABC
- Belgique : 29 novembre 2009 en VOSTFR sur BeTV
- France : 
  - 29 juillet 2010 sur Canal+
  - 1er juin 2011 sur TF1
- Suisse : 20 octobre 2010 sur TSR1[18]

- États-Unis : 7,98 millions de téléspectateurs[19] (première diffusion)

- Yuko Takeuchi (Keiko Arahida)
- Genevieve Cortese (Tracy Stark)
- Barry Shabaka Henley (Agent Shelly Vreede)
- Gina Hecht (Dr. Fleming)
- Hira Ambrosino (Yuuka Arahida)
- Jessica Tuck (Agent Levy)
- Rizwan Manji (Maneesh Sandhar)
- Patti Yasutake (Mia Kondo)
- Toshi Toda (Mr. Nakahara)
- Eijiro Ozaki (Jiro)

### Épisode 10:A 561984
- États-Unis : 3 décembre 2009 sur ABC
- Belgique : 13 novembre 2009 en VOSTFR sur BeTV
- France : 
  - 29 juillet 2010 sur Canal+
  - 1er juin 2011 sur TF1
- Suisse : 27 octobre 2010 sur TSR1[20]

- États-Unis : 7,07 millions de téléspectateurs[21] (première diffusion)

- Shohreh Aghdashloo (Nhadra Udaya)
- Michael Massee (D. Gibbons)
- John Prosky (Mr. Dunkirk)
- Anthony Azizi (Samad)
- James Frain (Gordon Myhill)
- Ivar Brogger (Paul Becker)
- Elizabeth Sung (Saayo Noh)
- Marc Menchaca (Wheeler)
- Mel Rodriguez (Oscar Obregon)
- Karl Herlinger (Quarry)
- Michael Ealy (Marshall Vogel)
- Gabrielle Union (Zoey Andata)
- Ryan Wynott (Dylan Simcoe)

### Épisode 11:Le Choix de Simon
- États-Unis : 18 mars 2010 sur ABC
- Belgique : 28 mars 2010 en VOSTFR sur BeTV[22]
- France : 
  - 5 août 2010 sur Canal+
  - 8 juin 2011 sur TF1
- Suisse : 3 novembre 2010 sur TSR1[23]

- États-Unis : 6,5 millions de téléspectateurs[24] (première diffusion)

- Barry Shabaka Henley (Agent Shelly Vreede)
- Paula Newsome (Dr. Callie Langer)
- Lindsay Crouse (Mrs. Kirby)
- Gil Bellows (Timothy)
- Ricky Jay (Ted Flosso)
- Neil Jackson (Lucas Hellinger)
- John Prosky (Mr. Dunkirk)
- Patrick J. Adams (Ed)

- L'ancien titre original de cet épisode est Buddha in the Ruins.

### Épisode 12:Suspect zéro
- États-Unis : 18 mars 2010 sur ABC
- Belgique : 28 mars 2010 en VOSTFR sur BeTV[22]
- France : 
  - 5 août 2010 sur Canal+
  - 8 juin 2011 sur TF1
- Suisse : 10 novembre 2010 sur TSR1[25]

- États-Unis : 6,5 millions de téléspectateurs[24] (première diffusion)
- France : 2,4 millions de téléspectateurs[26] (première diffusion TF1)

- Michael Massee (D. Gibbons)
- Ricky Jay (Ted Flosso)
- Lindsay Crouse (Mrs. Kirby)
- Claire Jacobs (Lorraine Campos)
- Gil Bellows (Timothy)
- Marc Menchaca (Wheeler)
- Karl Herlinger (Quarry)
- James Cosmo (Phillip)
- Michael Ealy (Marshall Vogel)
- Brian Skala (Adam Campos)
- Josh Kelly (Graham Campos)
- Hannah Marks (Annabelle Campos)
- Rodney Rowland (Victor)
- Amy Rosoff (Marcie Turoff)

- L'ancien titre original de cet épisode est Kairos.

### Épisode 13:Actions, réactions
- États-Unis : 25 mars 2010 sur ABC
- Belgique : 4 avril 2010 en VOSTFR sur BeTV[22]
- France : 
  - 12 août 2010 sur Canal+[27]
  - 8 juin 2011 sur TF1
- Suisse : 17 novembre 2010 sur TSR1[28]

- États-Unis : 6,17 millions de téléspectateurs[29] (première diffusion)
- France : 2,4 millions de téléspectateurs[26] (première diffusion TF1)

- Rachel Roberts (II) (Alda Hertzog)
- Mark Famiglietti (Mike Willingham)
- Genevieve Cortese (Tracy Stark)
- Timbaland (Evidence Agent)
- James Remar (James Ermine)
- Michael Ealy (Marshall Vogel)
- Gabrielle Union (Zoey Andata)

### Épisode 14:Les Meilleurs Anges
- États-Unis : 1er avril 2010 sur ABC
- Belgique : 11 avril 2010 en VOSTFR sur BeTV[22]
- France : 
  - 12 août 2010 sur Canal+[27]
  - 15 juin 2011 sur TF1
- Suisse : 24 novembre 2010 sur TSR1[30]

- États-Unis : 5,04 millions de téléspectateurs[31] (première diffusion)
- France : 2 millions de téléspectateurs[32] (première diffusion TF1)

- Michael Massee (Dyson Frost)
- Owiso Odera (Abdi Khalif)
- Michael Ealy (Marshall Vogel)
- Lennon Wynn (Charlie Benford)
- Ryan Wynott (Dylan Simcoe)

### Épisode 15:Le Sacrifice de la reine
- États-Unis : 8 avril 2010 sur ABC
- Belgique : 18 avril 2010 en VOSTFR sur BeTV[22]
- France : 
  - 19 août 2010 sur Canal+[27]
  - 15 juin 2011 sur TF1
- Suisse : 1er décembre 2010 sur TSR1[33]

- États-Unis : 5,42 millions de téléspectateurs[34] (première diffusion)
- France : 1,2 million de téléspectateurs[32] (première diffusion TF1)

- Yuko Takeuchi (Keiko Arahida)
- Michael Massee (Dyson Frost)
- Barry Shabaka Henley (Agent Shelly Vreede)
- Amy Rosoff (Marcie Turoff)
- Vinicius Machado (Emil Guterriez)
- Michael Ealy (Marshall Vogel)
- Lennon Wynn (Charlie Benford)
- Kerri Higuchi (Hitomi)
- Seth MacFarlane (Agent Jake Curdy)
- Pascal Petardi (Agent Danforth Crowley)

### Épisode 16:Avant que la mort nous sépare
- États-Unis : 15 avril 2010 sur ABC
- Belgique : 25 avril 2010 en VOSTFR sur BeTV[22]
- France : 
  - 19 août 2010 sur Canal+[27]
  - 15 juin 2011 sur TF1
- Suisse : 8 décembre 2010 sur TSR1[35]

- États-Unis : 4,98 millions de téléspectateurs[36] (première diffusion)

- Lee Thompson Young (Al Gough)
- Michael Massee (Dyson Frost)
- Barry Shabaka Henley (Agent Shelly Vreede)
- Barbara Williams (Vice President Joyce Clemente)
- Amy Rosoff (Marcie Turoff)
- Chris Coy (Ross Weber)
- Elizabeth Sung (Saayo Noh)
- Gabrielle Union (Zoey Andata)
- Lennon Wynn (Charlie Benford)
- Ryan Wynott (Dylan Simcoe)

### Épisode 17:Bâtiment 7
- États-Unis : 22 avril 2010 sur ABC
- Belgique : 2 mai 2010 en VOSTFR sur BeTV[22]
- France : 
  - 26 août 2010 sur Canal+[27]
  - 22 juin 2011 sur TF1
- Suisse : 15 décembre 2010 sur TSR1[37]

- États-Unis : 5,53 millions de téléspectateurs[38] (première diffusion)

- Michael Massee (Dyson Frost)
- Barry Shabaka Henley (Agent Shelly Vreede)
- Rachel Roberts (II) (Alda Hertzog)
- Neil Jackson (Lucas Hellinger)
- Geoffrey Owens (Dr. Julian Ebbing)
- Norma Maldonado (Judge Sandoz)
- Rizwan Manji (Maneesh)
- James Callis (Gabriel McDow)
- Gabrielle Union (Zoey Andata)
- Lennon Wynn (Charlie Benford)

### Épisode 18:L'Infiltrée
- États-Unis : 29 avril 2010 sur ABC
- Belgique : 9 mai 2010 en VOSTFR sur BeTV[22]
- France : 
  - 26 août 2010 sur Canal+[27]
  - 22 juin 2011 sur TF1
- Suisse : 22 décembre 2010 sur TSR1[39]

- États-Unis : 5,17 millions de téléspectateurs[40] (première diffusion)

- Annabeth Gish (Lita)
- Michael Massee (Dyson Frost)
- Barry Shabaka Henley (Agent Shelly Vreede)
- Lee Garlington (Carlene)
- Ravi Kapoor (Malik)
- Ron Orbach (Professor Corey)
- Dominic Rains (Kahmir DeJean)
- James Callis (Gabriel McDow)
- Michael Ealy (Marshall Vogel)
- Lennon Wynn (Charlie Benford)
- Sarah Ripard (Dr. Rupin Verma)
- Catherine McGoohan (Dr. Candace Weaver)

### Épisode 19:C'était écrit
- États-Unis : 6 mai 2010 sur ABC
- Belgique : 16 mai 2010 en VOSTFR sur BeTV[22]
- France : 
  - 2 septembre 2010 sur Canal+[27]
  - 22 juin 2011 sur TF1
- Suisse : 29 décembre 2010 sur TSR1[41]

- États-Unis : 4,77 millions de téléspectateurs[42] (première diffusion)

- Barry Shabaka Henley (Agent Shelly Vreede)
- Alex Kingston (Fiona Banks)
- Callum Keith Rennie (Jeff Slingerland)
- James Frain (Gordon Myhill)
- Tim Rock (Michael Zamperion)
- Hannah Marks (Annabelle Campos)
- Michelle Hurd (Liz Kayson)
- Shaun Duke (Dr. Lahar Bahti)
- James Callis (Gabriel McDow)
- Cynthia Addai-Robinson (Debbie)
- Ryan Wynott (Dylan Simcoe)
- Lena Georgas (Celia Quiñones)

### Épisode 20:Dernière Ligne droite
- États-Unis : 13 mai 2010 sur ABC
- Belgique : 23 mai 2010 en VOSTFR sur BeTV[22]
- France : 
  - 2 septembre 2010 sur Canal+[27]
  - 29 juin 2011 sur TF1
- Suisse : 5 janvier 2011 sur TSR1[43]

- États-Unis : 4,75 millions de téléspectateurs[44] (première diffusion)
- France : 2 millions de téléspectateurs[26] (première diffusion TF1)

- Peter Coyote (President Dave Segovia)
- Annabeth Gish (Lita)
- Barry Shabaka Henley (Agent Shelly Vreede)
- Genevieve Cortese (Tracy Stark)
- Gil Bellows (Timothy)
- Neil Jackson (Lucas Hellinger)
- Lee Garlington (Carline)
- Dominic Rains (Kahmir DeJean)
- Michael Ealy (Marshall Vogel)
- James Callis (Gabriel McDow)
- Gabrielle Union (Zoey Andata)

- Cet épisode réalise la plus basse audience de la série.

### Épisode 21:Compte à rebours
- États-Unis : 20 mai 2010 sur ABC
- Belgique : 30 mai 2010 en VOSTFR sur BeTV[22]
- France : 
  - 9 septembre 2010 sur Canal+[27]
  - 29 juin 2011 sur TF1
- Suisse : 12 janvier 2011 sur TSR1[46]

- États-Unis : 5,26 millions de téléspectateurs[47] (première diffusion)
- France : 1,3 million de téléspectateurs[26] (première diffusion TF1)

- Yuko Takeuchi (Keiko Arahida)
- Genevieve Cortese (Tracy Stark)
- Neil Jackson (Lucas Hellinger)
- Hira Ambrosino (Yuuka Arahida)
- Carlease Burke (Francine)
- Dominic Rains (Kahmir DeJean)
- Michael Ealy (Marshall Vogel)
- Gabrielle Union (Zoey Andata)
- Lennon Wynn (Charlie Benford)
- Ryan Wynott (Dylan Simcoe)

- À l'origine, cet épisode devait être la première partie du double épisode de fin de saison.

### Épisode 22:L'Heure H
- États-Unis : 27 mai 2010 sur ABC
- Belgique : 6 juin 2010 en VOSTFR sur BeTV[22]
- France : 
  - 9 septembre 2010 sur Canal+[27]
  - 29 juin 2011 sur TF1
- Suisse : 19 janvier 2011 sur TSR1[48]

- États-Unis : 4,96 millions de téléspectateurs[49] (première diffusion)
- France : 1 million de téléspectateurs[26] (première diffusion TF1)

- Yuko Takeuchi (Keiko Arahida)
- Annabeth Gish (Lita)
- Barry Shabaka Henley (Agent Shelly Vreede)
- Genevieve Cortese (Tracy Stark)
- Neil Jackson (Lucas Hellinger)
- Patrick J. Adams (Ed)
- Blake Robbins (Special Agent Buckner)
- Carlease Burke (Francine)
- Kerri Higuchi (Hitomi)
- Hira Ambrosino (Yuuka Arahida)
- Dominic Rains (Kahmir DeJean)
- Michael Ealy (Marshall Vogel)
- Lennon Wynn (Charlie Benford)
- Ryan Wynott (Dylan Simcoe)

- Certaines scènes de cet épisode ont été tournées après l'annulation de la série afin de donner quelques éléments de réponse.